# ديمر-دي

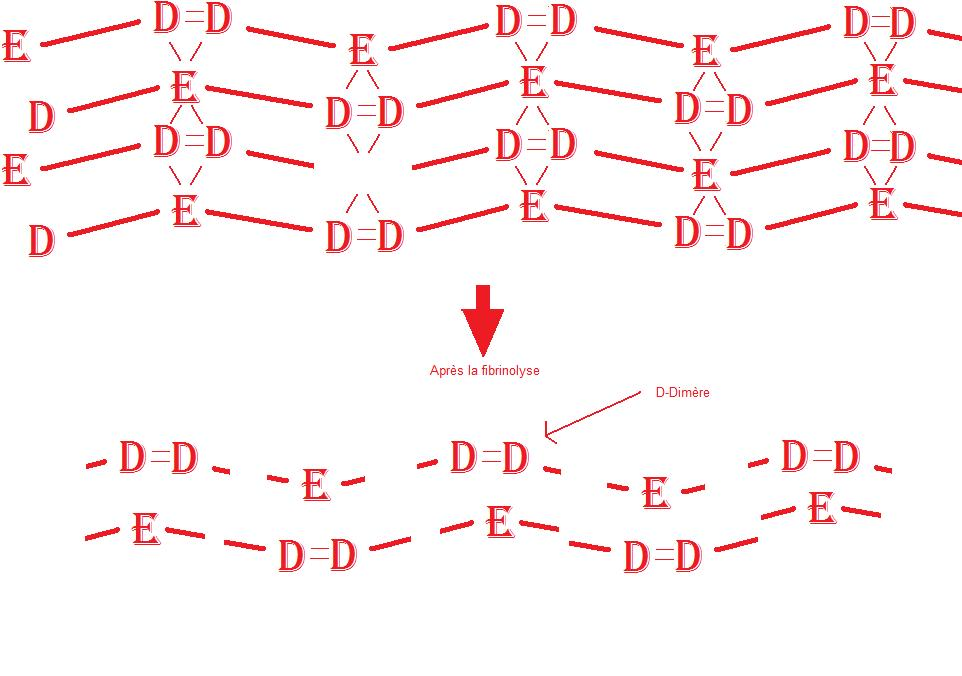

ديمر-دي أو مثنوي-دي (بالإنجليزية: D-dimer)‏ هو ناتج انحلال الفبرين، وهو جزيء بروتيني صغير في الدم بعد تخثر الدم والذي يتحلل بواسطة انحلال الفبرين. تمت تسميته كونه يحتوي على جزيئين دي من بروتين الفايبرين، والتي تتصل بواسطة تشابك.

## روابط خارجية
- D-dimer - Lab Tests Online